# The Best of Testament
A The Best of Testament a Testament nevű thrash metal együttes első válogatásalbuma, amely 1996-ban jelent meg az Atlantic Recordsnál. A kiadó 1995-ben vált meg a zenekartól.

## Dalok
1. Over the Wall – 4:04
2. The New Order – 4:25
3. Sins of Omission – 5:00
4. Electric Crown – 5:31
5. The Legacy – 5:30
6. Burnt Offerings – 5:03
7. Practice What You Preach – 4:54
8. Hail Mary – 3:32
9. Trial by Fire – 4:14
10. Alone in the Dark – 4:01
11. Disciples of the Watch – 5:05
12. Greenhouse Effect – 4:52
13. Low – 3:33
14. Souls of Black – 3:22
15. Return to Serenity – 6:25

Japán kiadás bónuszai
1. Sails of Charon (Scorpions feldolgozás)
2. Draw the Line (Aerosmith feldolgozás)

## Közreműködők
| Testament (1987–1993) - Chuck Billy – ének - Eric Peterson – gitár - Alex Skolnick – szólógitár - Greg Christian – basszusgitár - Louie Clemente – dob | Testament (1994) - Chuck Billy – ének - Eric Peterson – gitár - James Murphy – szólógitár - Greg Christian – basszusgitár - John Tempesta – dob |

## Külső hivatkozások
- Testament hivatalos honlap
- Testament myspace oldal